# Beekdaelen
Beekdaelen (en limburgués: Baekdale) es un municipio de la Provincia de Limburgo al sureste de los Países Bajos, creado el 1 de enero de 2019 por la fusión de tres antiguos municipios: Nuth, Onderbanken y Schinnen.

## Galeria

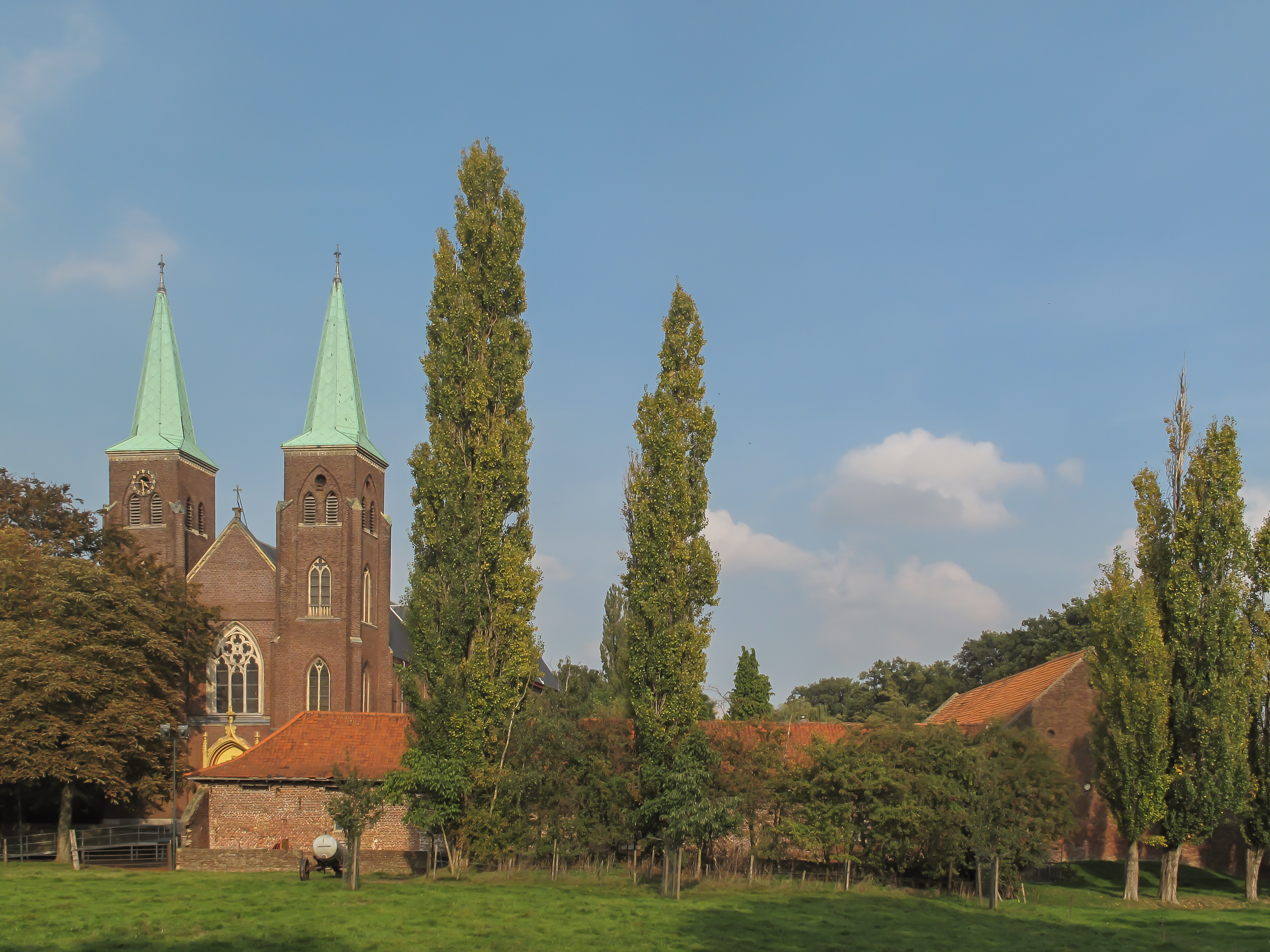
Amstenrade, la iglesia: Onze Lieve Vrouwe Onbevlekt Ontvangen
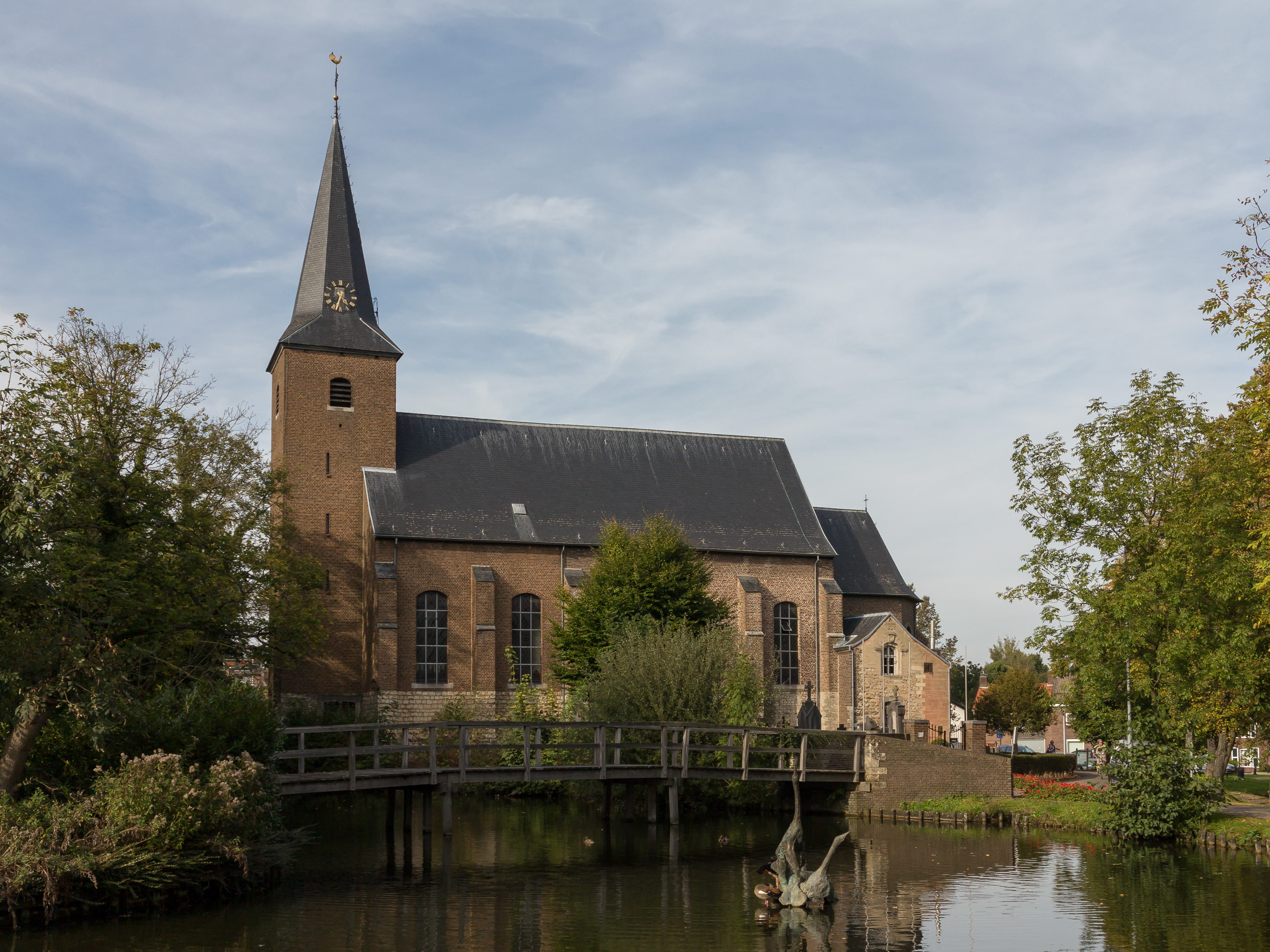
Wijnandsrade, la iglesia católica
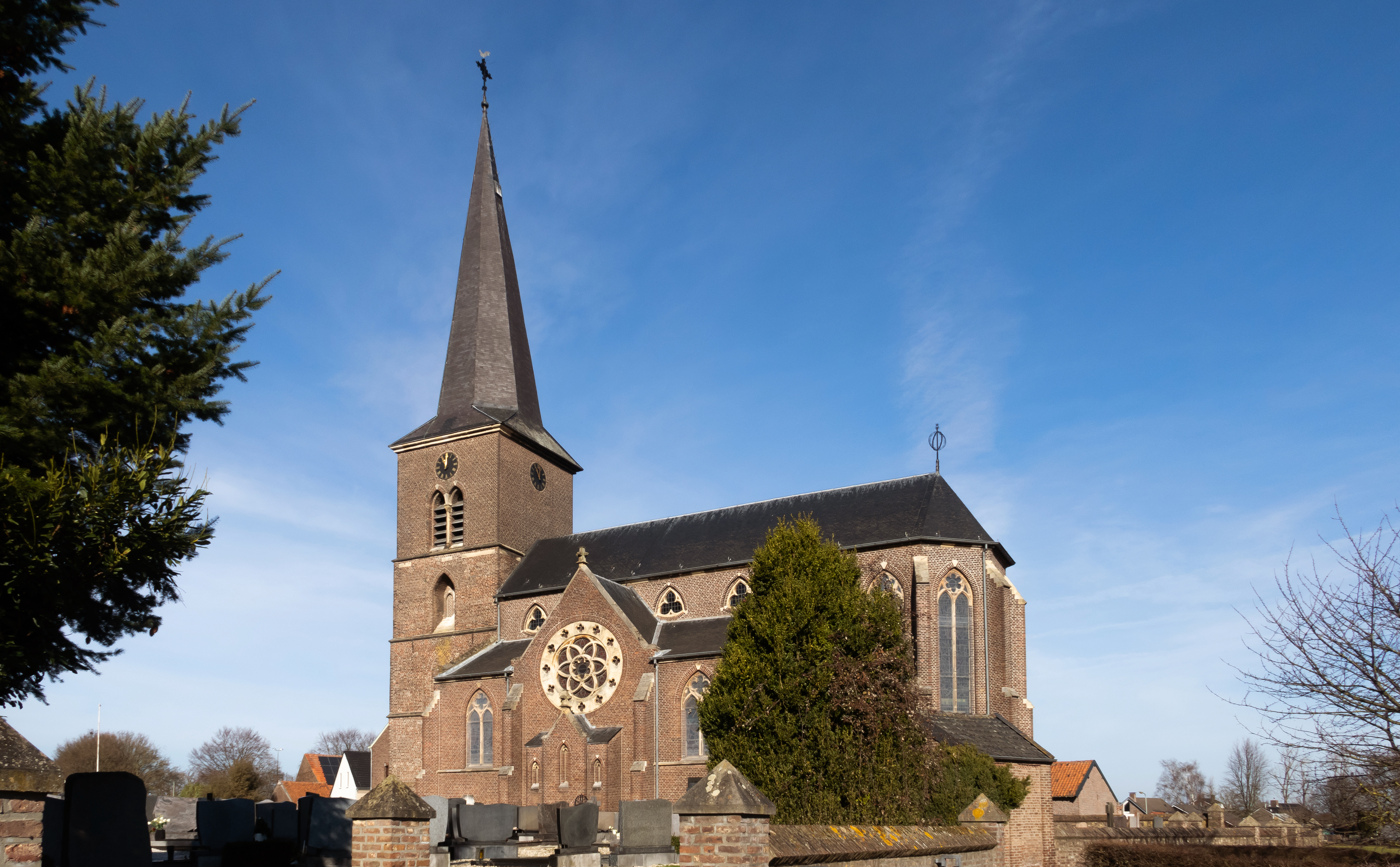
Jabeek, la iglesia: Sint-Gertrudiskerk
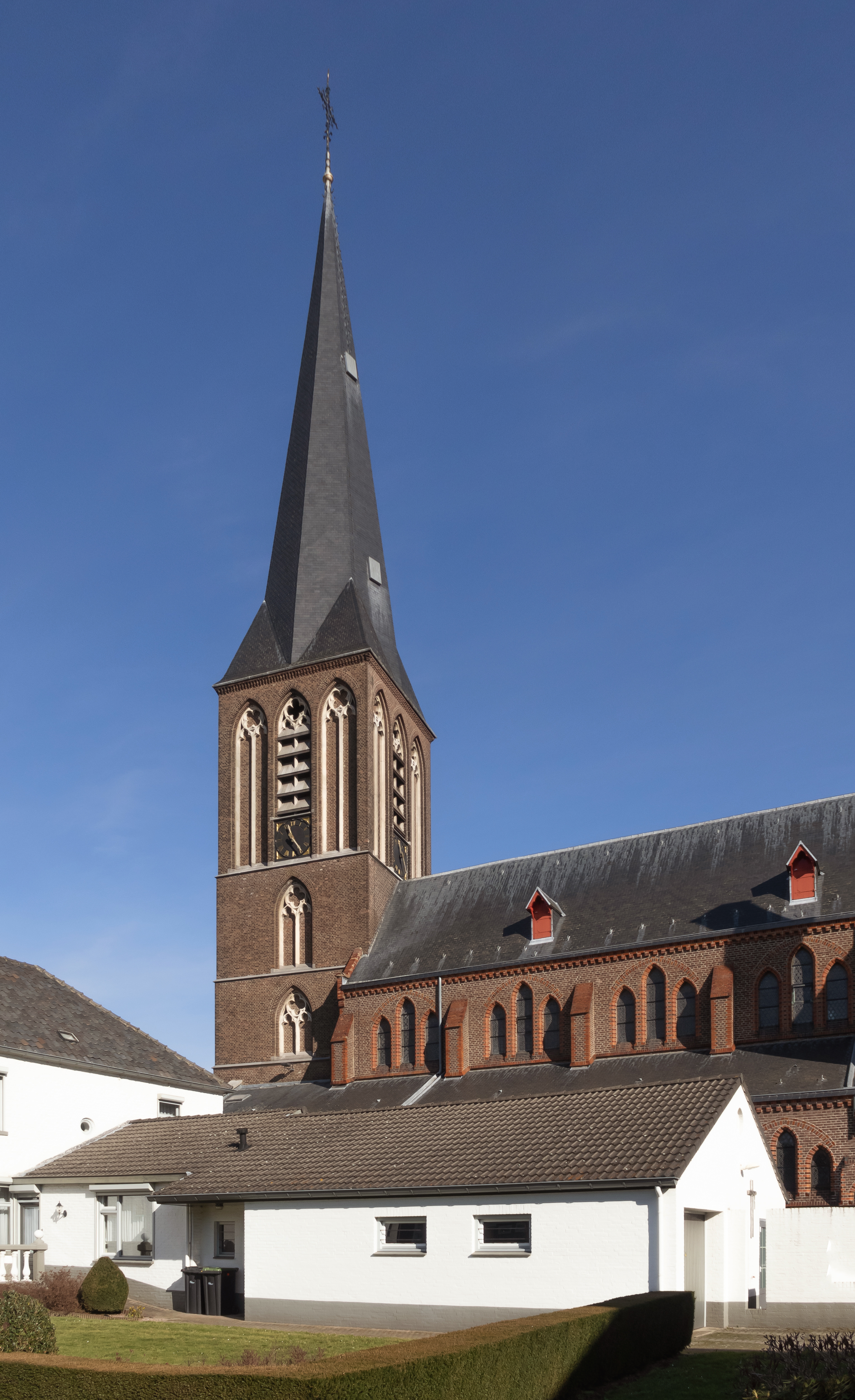
Schinveld, la iglesia: Sint-Eligiuskerk
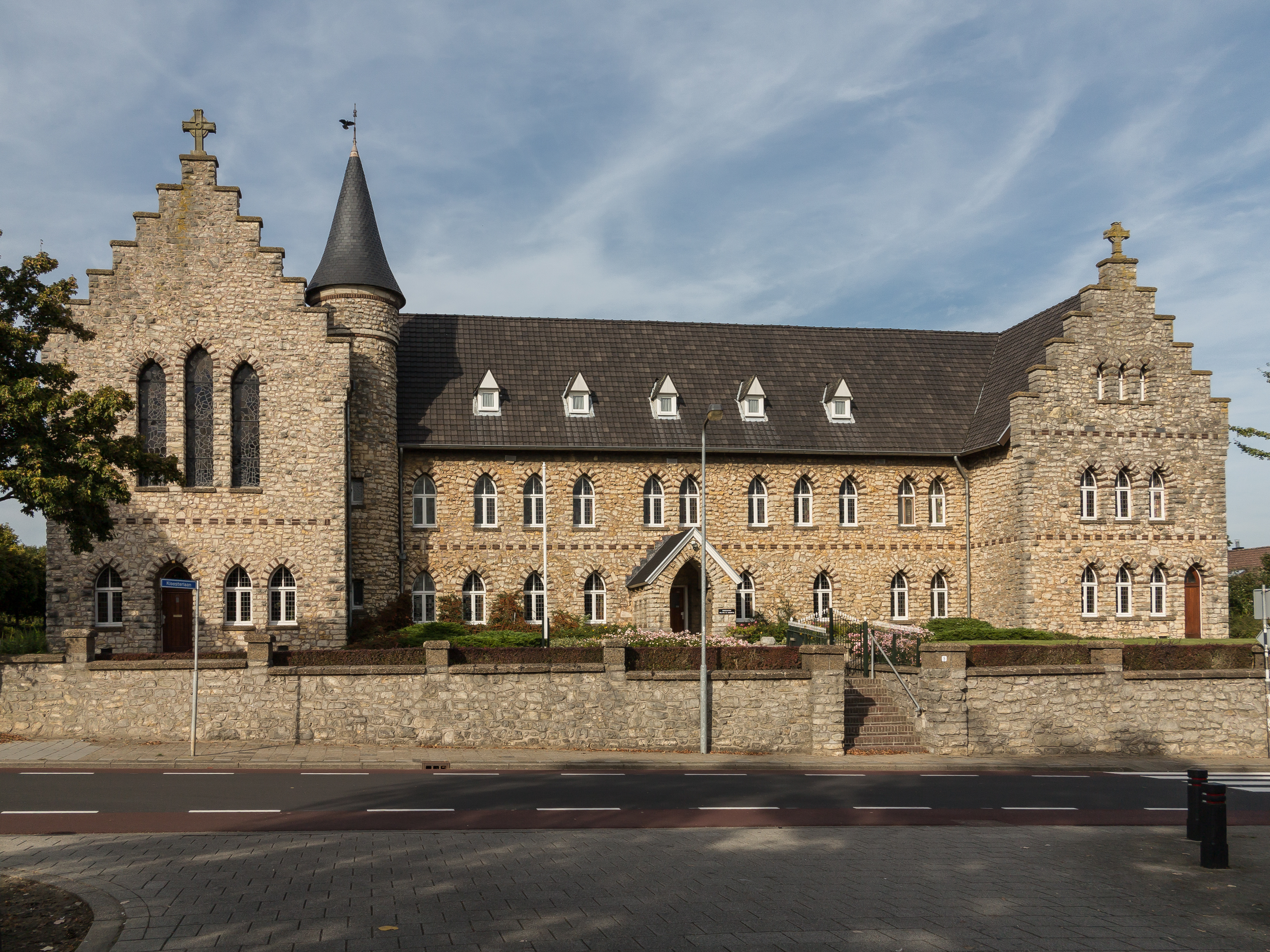
Hulsberg, el monasterio